# 格雷哥里·坎貝爾

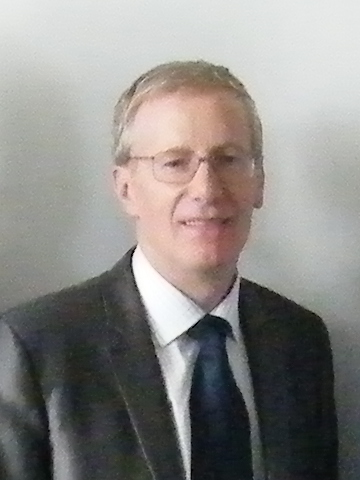
格雷戈里·坎贝尔

格雷戈里·坎貝爾，CBE（英語：Gregory Lloyd Campbell，1953年2月15日—）是一位北愛爾蘭忠於英皇派政治家，黨籍是民主統一黨。他是現任東倫敦德里選出的英國下議院議員。他在1970年代加入民主統一黨，曾是倫敦德里市的市議員。